# 维加-德圣马特奥
维加-德圣马特奥（Vega de San Mateo，简称为圣马特奥），是西班牙加那利群岛拉斯帕尔马斯省的一个市镇，位于大加那利岛的中部。总面积38平方公里，总人口7625人（2018年），人口密度200人/平方公里。